# Ethias Arena

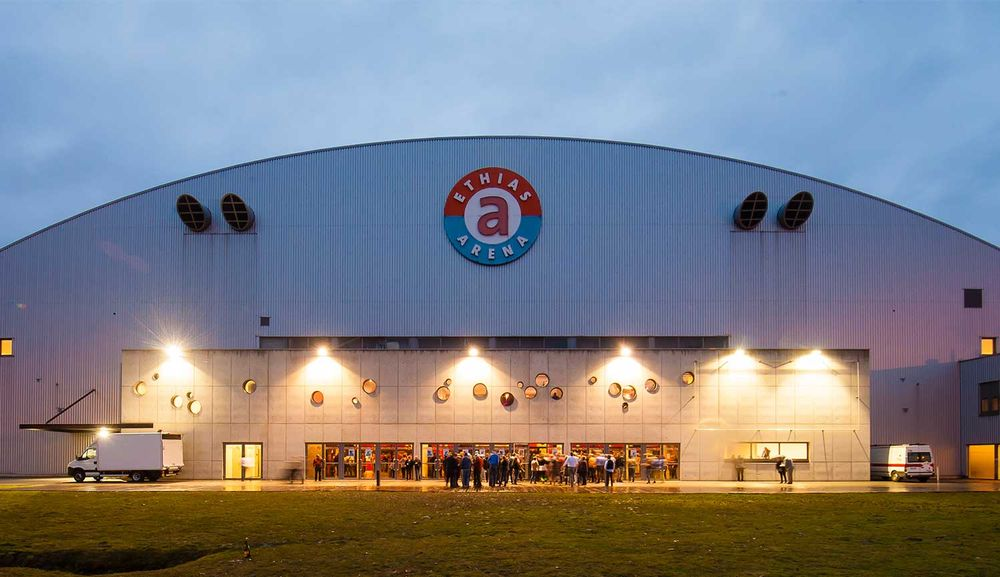
Ethias Arena

Ethias Arena est une annexe au complexe du Grenslandhallen de Hasselt. Il a été construit sur une période de 6 mois en 2004 et est actuellement le plus grand hall événementiel couvert de Belgique. La surface brute au sol est de 13 600 m2 et elle peut contenir plus de 16 000 places assises ou plus de 21 000 personnes debout. La salle est en outre utilisée pour des concerts, des événements sportifs, des spectacles et des congrès. L’infrastructure comprend également une Plaza, un studio, un village d’artistes et un vaste parking. 
Ethias Arena dispose de tribunes multifonctionnelles permettant d’adapter rapidement la disposition de la salle en fonction de l’importance et des besoins de l’événement.
L’acoustique y est excellente. Avec la salle pleine, le niveau acoustique fluctue entre 1.5 et 2.8 selon la loi de Sabine. 
Depuis fin 2004, différents artistes majeurs s’y sont produits et notamment les Destiny's Child, Tiësto, André Rieu, Frans Bauer, Fugees, Clouseau, Natalia, Dana Winner et Rob de Nijs.
Chaque année s’y déroule le Schlagerfestival, une course cycliste (le Lotto-wielerzesdaagse), un festival animalier et le jumping de Hasselt.
Fin 2005, le complexe s’est encore agrandi pour accueillir Plopsa Indoor Hasselt, le premier parc à thème couvert de Belgique. On estime le nombre total de visiteurs annuels à 1 million.

## Faits marquants
- En 2005, Ethias Arena a accueilli la  3e édition du Concours Eurovision de la chanson junior.
- Le 13 octobre 2007 s’y sont déroulés les TMF Awards avec une affluence record de plus de 19 000 personnes.
- Le 12 avril 2008 y a eu lieu la première édition de « I Love the 90’s – The party ». C’est à ce jour la plus grosse soirée indoor s’étant déroulée en Belgique avec plus de 21 000 clubbers.